# 堀大志
堀 大志（ほり たいし、1991年9月3日 - ）は、日本のラグビーユニオン選手。

## プロフィール
- 大阪府堺市出身[1]。
- ポジションはフランカー(FL)、ナンバーエイト(No8)。
- 身長 180cm、体重 98kg
- ニックネームはたいし。
- U20日本代表候補に選ばれたことがある[2]。
- 尊敬する人物はマイケル・フーパー

## 略歴
2010年、天理高校卒業後、法政大学に入学する。
2013年、法政大学ラグビー部の主将に就任した。
2014年、法政大学卒業後、近鉄ライナーズに加入。
2016年10月15日に行われたジャパンラグビートップリーグ第7節のリコーブラックラムズ戦に途中出場で公式戦初出場を果たす。
2020年、近鉄ライナーズを退団した。